# Блеклов, Степан Михайлович
Степан Михайлович Блеклов (7 ноября 1860, Тула — 15 мая 1913, Корсика) — земский статистик, публицист и революционный деятель.

## Биография
Степан Михайлович Блеклов родился 7 ноября 1860 года в городе Туле в семье архитектора.
Учился в местной гимназии, а затем в поступил в Московский университет, где обучался на естественном отделении физико-математического факультета.
В 1884 году, являясь студентом четвёртого курса, вступил в ряды организованной С. А. Ивановым московской народовольческой группы, где исполнял обязанности заведующего паспортного бюро. К счастью для него, его участие в этой организации осталось незамеченным властями и в 1885 году он успешно защитил диссертацию и получил диплом об окончании вуза.
По окончании университета С. М. Блеклов работал в Полтавской, Тверской, Московской, Орловской (1894—1896), Таврической (1900—1901) и Тульской (1896—1905) губерниях в должности земского статистика, причём в двух последних губерниях был заведующим и руководителем статистических исследований. Затем он был избран гласным Тульского земства и занимал кресло в Тульской городской думе, своего родного города.
Блеклов состоял в группе тульской интеллигенции, которая оказывала услуги революционерам, ведя среди них «культурно-просветительскую деятельность».
С 1891 по 1892 год Степан Михайлович Блеклов жил за пределами Российской империи.
В 1902 году поступил статистиком в Московскую городскую управу, но получил отставку от городской и земской службы администрацией. С 1903 года поселился в городе Москве.
В 1904—1905 годах являлся активным участником московской группы «Союза Освобождения» и состоял сотрудником журнала «Освобождение», который выпускался под патронажем этой организации.
Публиковался в «Русских ведомостях», «Русской мысли», «Русском богатстве», «Правде», в 1905—1906 гг. — в газетах народнического направления «Сын отечества (газета)|Сын отечества», «Наши дни», «Северная Россия»
В 1905 году Блеклов принимал участие в земских съездах, где явил себя приверженцем левых идей.
Степан Михайлович Блеклов являлся одним из главных идеологов «Всероссийского крестьянского союза», при котором входил в так называемое «бюро содействия». После участия во втором съезде организации, который проходил с 6 по 10 ноября 1905 года, был четырьмя днями спустя заключён под арест и содержался в Таганской тюрьме по обвинению по делу «Крестьянского союза», где провёл несколько месяцев. После освобождения из тюрьмы в 1906 году был заключён под домашний арест, по освобождении из-под которого в 1907 году покинул отечество.
Переехав в столицу Франции, город Париж, принимал там заметное участие в делах русской эмиграции.
В 1909 году на пятом совете Партии социалистов-революционеров был избран делегатами в судебно-следственную комиссию «для ликвидации всех последствий раскрытия предательства Азефа» (под именем «Сенжарского». До этого момента в партии не состоял).
В 1912 году Блеклов входил в группу эсеров, которая протестовала в «Заветах» против помещения в этом журнале романа Ропшина (Савинкова) «То, чего не было».
Степан Михайлович Блеклов скончался на острове Корсика 15 мая 1913 года. Похоронен в Москве на Ваганьковском кладбище.